# Once Human
Once Human – amerykański zespół muzyczny wykonujący melodic death metal. Powstał w 2014 roku z inicjatywy gitarzysty i producenta muzycznego Logana Madera.

## Dyskografia
| The Life I Remember                     | - Data: 4 września 2015 - Wydawca: earMUSIC | –  | - USA: 0,6 tys.+ |
| Evolution                               | - Data: 10 lutego 2017 - Wydawca: earMUSIC  | 15 | - USA: 1,2 tys.+ |
| „–” oznacza, że album nie był notowany. |                                             |    |                  |

## Teledyski
| Tytuł                    | Rok  | Reżyseria       | Album               | Źródło |
| ------------------------ | ---- | --------------- | ------------------- | ------ |
| „Terminal” (lyric video) | 2015 | –               | The Life I Remember | [ 7 ]  |
| „You Cunt”               | 2015 | –               | The Life I Remember | [ 8 ]  |
| „Eye of Chaos”           | 2016 | Ron Thunderwood | Evolution           | [ 9 ]  |
| „Gravity”                | 2016 | Ron Thunderwood | Evolution           | [ 10 ] |
| „Dark Matter”            | 2017 | Brian Cox       | Evolution           | [ 11 ] |